# Oskar Katzenellenbogen

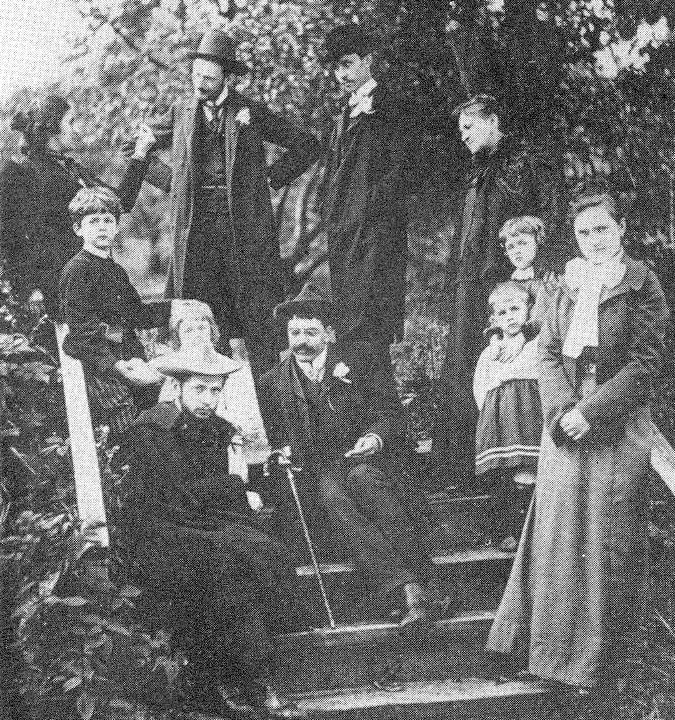
Literaturgruppe Płanetnicy in Lwów. Oskar Katzenellenbogen sitzt rechts neben Leopold Staff

Oskar Katzenellenbogen (* 23. November 1876 in Tłumacz, Galizien, Österreich-Ungarn; † Frühjahr 1942 in Lemberg), bekannt unter dem Pseudonym Ostap Ortwin, war ein polnischer Journalist und Literaturkritiker.
Katzenellenbogen studierte bis 1899 Rechtswissenschaften an der Universität Lemberg. Er begann früh Aufmerksamkeit durch seine originellen und geistvollen Kritiken zur Literatur zu erwecken. Katzenellenbogen, der sich in Lembergs literarischen Kreisen einen Namen als charismatischer Mensch und Kritiker gemacht hat, wurde in die Lemberg-Warschauer Philosophenschule aufgenommen und zum Präsidenten der Lemberger Literarischen Gesellschaft ernannt. 
Nach dem Einmarsch deutscher Truppen 1941 lebte er, ein zum Christentum konvertierter Jude, zunächst im Lemberger Ghetto. Im Frühjahr 1942 wurde er dort auf der Straße erschossen.